# Pavel Harçik
Pavel Harçik (Dušanbe, 5 aprile 1979) è un ex calciatore turkmeno, di ruolo portiere.

## Carriera

### Nazionale
Ha debuttato in Nazionale il 3 novembre 1999, nell'amichevole Estonia-Turkmenistan (1-1). Ha partecipato, con la Nazionale, alla Coppa d'Asia 2004. Ha collezionato in totale, con la maglia della Nazionale, 10 presenze e 6 reti subite.

## Palmarès

### Club

#### Competizioni nazionali
- Campionato di calcio del Turkmenistan: 1

Nisa Aşgabat: 1998-1999